# Flugfeld Wideawake

i7
i11
i13
Das Wideawake Airfield bzw. RAF Ascension Island (IATA-Code: ASI, ICAO-Code: FHAW) ist ein Militärflugplatz der britischen Royal Air Force (RAF) auf der Insel Ascension im Südatlantik, der gemeinsam mit der US-Luftwaffe betrieben wird. Letztere bezeichnen es als Ascension Island Auxiliary Airfield. Die zum Stützpunkt gehörende nordwestlich gelegene Siedlung Traveller’s Hill hat ungefähr 200 Einwohner. Die Landebahn war als mögliche Notlandebahn für das Space Shuttle zugelassen.

## Geschichte
Das Flugfeld wurde 1942 von den United States Army Air Forces (USAAF) nach einer entsprechenden Vereinbarung mit der britischen Regierung angelegt, um die transatlantischen Nachschubwege der Alliierten mit Luftunterstützung schützen zu können. Bereits im Juni desselben Jahres landete das erste Flugzeug auf Ascension, und im August waren die Baumaßnahmen abgeschlossen. Nach dem Ende des Zweiten Weltkrieges wurde das Flugfeld aufgegeben, 1957 aber von der US-Luftwaffe wieder in Betrieb genommen.
Im Falklandkrieg 1982 kam Wideawake während der Operation Black Buck eine Schlüsselrolle als Stützpunkt der eingesetzten Flugzeuge zu.
Wegen Schlaglöchern musste die Start- und Landebahn im April 2017 für große Flugzeuge geschlossen werden. Der Flugplatz wurde bis 2022 für die Landung von Flugzeugen von der Größe eines Airbus A330 geschlossen, bis die nötigsten Reparaturmaßnahmen abgeschlossen waren. Kleinere Flugzeuge sind von dem Landeverbot ausgenommen.
Die Reparatur der Start- und Landebahn wurde im Januar 2020 für 170 Millionen US-Dollar an ein US-amerikanisches Unternehmen vergeben. Die Renovierung soll 28 Monate dauern.
Zur Wiedereröffnung des östlichen Teils landete am 31. August 2022 eine C-17 Globemaster III der 21st Airlift Squadron der U.S. Air Force als erste Maschine auf dem renovierten und verstärkten östlichen Teil der Landebahn. Seit September 2022 ist der Flugplatz wieder in Betrieb.

## Stationierte Einheiten

### Strategic Command
Director of Overseas Bases
- British Forces South Atlantic Islands
  - RAF Ascension Island

### United States Space Force
Space Operations Command (SpOC)
- Space Launch Delta 45
  - 45th Mission Support Group[10]
    - Detachment 2

## Flugverbindungen
Vor der Sperrung der Start- und Landebahn für große Flugzeuge 2017 gab es pro Woche bis zu vier Flugverbindungen der Royal Air Force (RAF) zum Militärflughafen Brize Norton (Großbritannien) sowie auf die Falklandinseln. Diese Flüge wurden von der RAF selbst oder in deren Auftrag von zivilen Fluggesellschaften durchgeführt. Unter anderen wurden Air Seychelles (im Jahr 2010), Titan Airways (im Jahr 2011) und AirTanker mit den militärischen Charterflügen beauftragt. Die US-Luftwaffe fliegt den Flughafen einmal monatlich von der Patrick Air Force Base (Florida, USA) aus an.
Seit dem Ende der 1980er Jahre ist der Flughafen auch für den zivilen Flugbetrieb freigegeben, um die Insel für den Tourismus erschließen zu können. Bis 2015 gab es jedoch kein Interesse einer kommerziellen Fluggesellschaft, zivile Flugverbindungen einzurichten. Ende 2015 wurde das südafrikanische Unternehmen Comair ausgewählt, eine Flugverbindung vom Flughafen St. Helena auf der Insel St. Helena nach Ascension zu betreiben. Vorgesehen war ein monatlicher Hin- und Rückflug zwischen den beiden Inseln mit einer Boeing 737-800. Aufgrund der Probleme mit dem Flughafen auf St. Helena hat Comair den Betrieb auf dieser Strecke nicht aufgenommen.
Airlink verbindet seit Oktober 2017 Johannesburg mit dem Flughafen St. Helena. Einmal pro Monat findet ein Weiterflug nach Ascension statt. Der Erstflug auf dieser Route erfolgte am 18. November 2017. Das eingesetzte Flugzeug, eine Embraer E190, erfüllt die für eine sichere Landung auf St. Helena nötigen Kriterien und ist nicht von der Landebahnsperrung auf Ascension betroffen.

## Zwischenfälle
- Am 20. Juli 1943 verunglückte eine Douglas DC-4/C-54-DO der United States Army Air Forces (USAAF) (Luftfahrzeugkennzeichen 41-20143) beim Start vom Flugfeld Wideawake. Das Flugzeug wurde irreparabel beschädigt. Über Personenschäden ist nichts bekannt.[19]

- Am 10. Mai 1945 kam es mit einer Douglas DC-4/C-54B-15-DO der United States Army Air Forces (USAAF) (43-17176) am Flugfeld Wideawake (Ascension Island) zu einem tödlichen Unfall. Über die genauen Personenschäden ist nichts bekannt. Das Flugzeug wurde zerstört.[20]

## Galerie

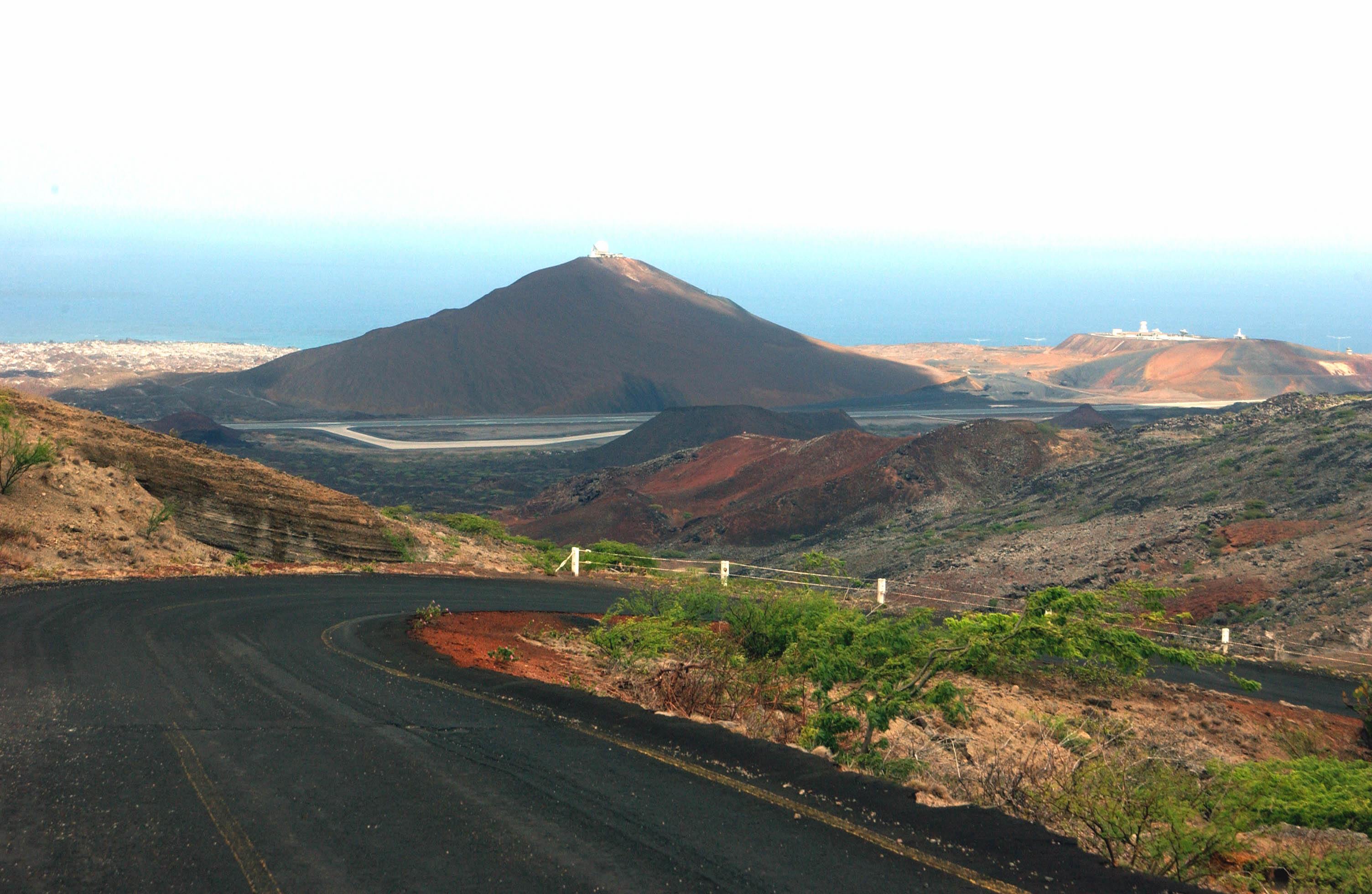
Blick auf das Flugfeld
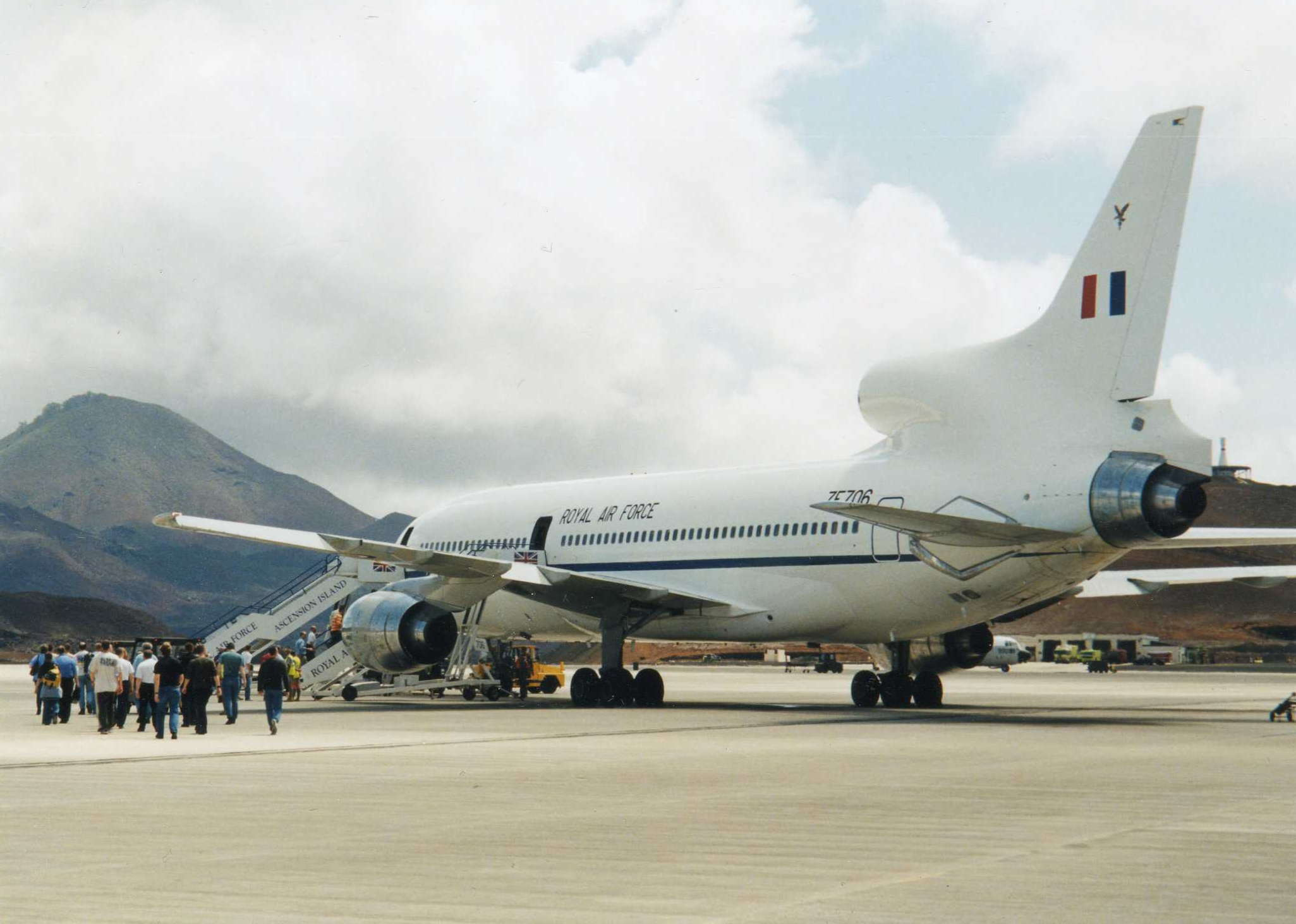
Maschine der Royal Air Force auf dem Flugfeld
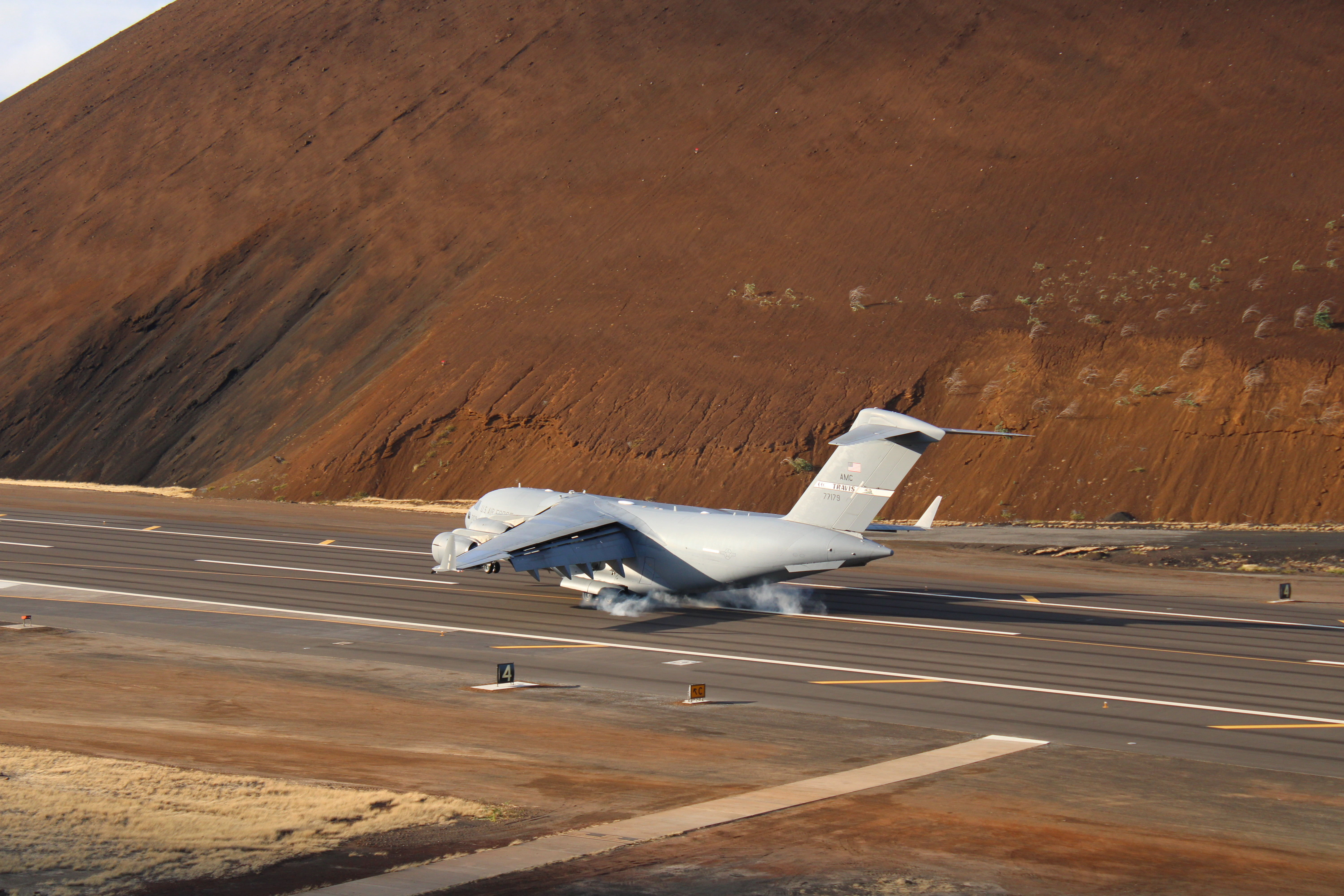
Wiedereröffnung des östlichen Teils durch eine C-17